# Kevin Conroy
Kevin Conroy (født 30. november 1955 i New York, USA) - 10. november 2022) var en amerikansk skuespiller og tegnefilmsdubber. Han var bedst kendt som stemmen bag Batman i både Batman: The Animated Series og Justice League.

## Filmografi

### Film
| År   | Titel                                                  | Rolle                 | Noter                                     |
| ---- | ------------------------------------------------------ | --------------------- | ----------------------------------------- |
| 1992 | Chain of Desire                                        | Joe                   | [ 1 ]                                     |
| 1993 | Batman: Mask of the Phantasm                           | Bruce Wayne / Batman  | Voice                                     |
| 1998 | Batman & Mr. Freeze: SubZero                           | Bruce Wayne / Batman  | Voice, direct-to-video                    |
| 2000 | Batman Beyond: Return of the Joker                     | Bruce Wayne / Batman  | Voice, direct-to-video                    |
| 2003 | Batman: Mystery of the Batwoman                        | Bruce Wayne / Batman  | Voice, direct-to-video                    |
| 2005 | The Complete Robin Storyboard Sequence                 | Bruce Wayne / Batman  | Voice, direct-to-video                    |
| 2008 | Batman: Gotham Knight                                  | Bruce Wayne / Batman  | Voice, direct-to-video                    |
| 2009 | Superman/Batman: Public Enemies                        | Bruce Wayne / Batman  | Voice, direct-to-video                    |
| 2010 | Superman/Batman: Apocalypse                            | Bruce Wayne / Batman  | Voice, direct-to-video                    |
| 2012 | Justice League: Doom                                   | Bruce Wayne / Batman  | Voice, direct-to-video                    |
| 2013 | Jay & Silent Bob's Super Groovy Cartoon Movie!         | The Mayor of Red Bank | Voice                                     |
| 2013 | Justice League: The Flashpoint Paradox                 | Bruce Wayne / Batman  | Voice, direct-to-video                    |
| 2013 | Necessary Evil: Super-Villains of DC Comics            | Himself               | Documentary                               |
| 2013 | I Know That Voice                                      | Himself               | Documentary                               |
| 2014 | Russian Yeti: The Killer Lives                         | Narrator              | Voice, documentary                        |
| 2014 | Alfred                                                 | Alfred                | Short film                                |
| 2014 | Batman: Assault on Arkham                              | Bruce Wayne / Batman  | Voice, direct-to-video                    |
| 2015 | Batman vs. Robin                                       | Thomas Wayne          | Voice, direct-to-video                    |
| 2016 | Batman: The Killing Joke                               | Bruce Wayne / Batman  | Voice, limited theatrical release         |
| 2016 | Yoga Hosers                                            | Canadian Bat, Man!    | [ 8 ]                                     |
| 2017 | Batman and Harley Quinn                                | Bruce Wayne / Batman  | Voice, direct-to-video                    |
| 2019 | Justice League vs. the Fatal Five                      | Bruce Wayne / Batman  | Voice, direct-to-video                    |
| 2024 | Justice League: Crisis on Infinite Earths – Part Three | Bruce Wayne / Batman  | Posthumous release Voice, direct-to-video |

### Tv
| År         | Titel                                  | Rolle                                   | Noter                                                                |
| ---------- | -------------------------------------- | --------------------------------------- | -------------------------------------------------------------------- |
| 1978       | How to Pick Up Girls!                  | Bartender                               | Television film                                                      |
| 1980       | Another World                          | Jerry Grove                             | Recurring role                                                       |
| 1982       | Born Beautiful                         | Stan                                    | Television film                                                      |
| 1982       | A Midsummer Night's Dream              | Lysander                                | Television film                                                      |
| 1983       | A Fine Romance                         | Phil                                    | Television film                                                      |
| 1983       | Kennedy                                | Ted Kennedy                             | Miniseries                                                           |
| 1984       | George Washington                      | John Laurens                            | 1 episode                                                            |
| 1984–85    | Search for Tomorrow                    | Chase Kendall                           | 79 episodes                                                          |
| 1985       | Covenant                               | Stephen                                 | Television film                                                      |
| 1985–86    | Dynasty                                | Bart Fallmont                           | Recurring role; season 6                                             |
| 1986       | Matlock                                | Clark Harrison                          | Episode: "The Affair"                                                |
| 1986       | Kay O'Brien                            | David                                   | Episode: "Princess of the City"                                      |
| 1986       | Spenser: For Hire                      | Gallagher                               | Episode: "Shadowsight"                                               |
| 1987       | Ohara                                  | Captain Lloyd Hamilton                  | Main role; season 1                                                  |
| 1987–88    | Tour of Duty                           | Captain Rusty Wallace                   | Recurring role; season 1                                             |
| 1988       | Killer Instinct                        | Dr. Steven Nelson                       | Television film                                                      |
| 1990       | So Proudly We Hail                     | Francis Crosby                          | Television film                                                      |
| 1989–90    | Cheers                                 | Darryl Mead                             | 2 episodes                                                           |
| 1990       | The Face of Fear                       | Frank Dwight Bollinger                  | Television film                                                      |
| 1990       | WIOU                                   | Lenny Lubinsky                          | Episode: "Pilot"                                                     |
| 1991       | Murphy Brown                           | Roger Harris                            | Episode: "Terror on the 17th Floor"                                  |
| 1991       | Hi Honey – I'm Dead                    | Brad Stadler                            | Television film                                                      |
| 1992       | Rachel Gunn, R.N.                      | Dr. David Dunkle                        | Main role                                                            |
| 1992       | The Secret Passion of Robert Clayton   | Hunter Roy Evans                        | Television film                                                      |
| 1992       | Battle in the Erogenous Zone           | Mondo Ray                               | Television short                                                     |
| 1992–95    | Batman: The Animated Series            | Bruce Wayne / Batman, additional voices | Main voice role                                                      |
| 1994       | Island City                            | Colonel Tom Valdoon                     | Television film                                                      |
| 1994       | The New Adventures of Captain Planet   | Army Corps of Engineers Official        | Voice, episode: "Jail House Flock"                                   |
| 1995       | The Office                             | Steve Gilman                            | Main role                                                            |
| 1996       | The Real Adventures of Jonny Quest     | Hardman                                 | Voice, episode: "Manhattan Maneater"                                 |
| 1997–99    | The New Batman Adventures              | Bruce Wayne / Batman                    | Main voice role                                                      |
| 1997–99    | Superman: The Animated Series          | Bruce Wayne / Batman                    | Voice, recurring role                                                |
| 1999–2001  | Batman Beyond                          | Bruce Wayne / Batman, Stage Batman      | Main voice role                                                      |
| 2001       | The Zeta Project                       | Bruce Wayne / Batman                    | Voice, episode: "Shadows"                                            |
| 2001–04    | Justice League                         | Bruce Wayne / Batman, additional voices | Voice, main role                                                     |
| 2002–04    | Static Shock                           | Bruce Wayne / Batman                    | Voice, 5 episodes                                                    |
| 2004–06    | Justice League Unlimited               | Bruce Wayne / Batman, Joe Chill         | Main voice role                                                      |
| 2006       | The Batman                             | John Grayson                            | Voice, episode: "A Matter of Family"                                 |
| 2008       | Ben 10: Alien Force                    | Bellicus                                | Voice, episode: "X = Ben + 2"                                        |
| 2009, 2013 | The Venture Bros.                      | Captain Sunshine                        | Voice, 2 episodes                                                    |
| 2010       | Batman: The Brave and the Bold         | Batman of Zur-En-Arrh, Phantom Stranger | Voice, 2 episodes                                                    |
| 2013       | DC Nation Shorts: Tales of Metropolis  | Bruce Wayne / Batman                    | Voice, episode: "Lois Lane"                                          |
| 2014       | DC Nation Shorts: Batman Beyond        | Bruce Wayne / Batman                    | Voice, television short                                              |
| 2014       | DC Nation Shorts: Batman: Strange Days | Bruce Wayne / Batman                    | Voice, television short                                              |
| 2014       | DC Nation Shorts: Shazam!              | Zeus                                    | Voice, episode: "Wisdom"                                             |
| 2015       | Turbo Fast                             | Stinger                                 | Voice, episode: "The Sting of Injustice"                             |
| 2016–18    | Justice League Action                  | Bruce Wayne / Batman                    | Main voice role                                                      |
| 2018       | Teen Titans Go!                        | Bruce Wayne / Batman                    | Voice, episode: "Real Orangins"                                      |
| 2019       | Scooby-Doo and Guess Who?              | Bruce Wayne / Batman                    | Voice, episode: "What a Night, For a Dark Knight!"                   |
| 2019       | Welcome to the Wayne                   | Prismal                                 | Voice, 7 episodes                                                    |
| 2019       | Batwoman                               | Bruce Wayne (Earth-99)                  | Episode: "Crisis on Infinite Earths: Part Two"; Final on-screen role |
| 2019       | Crisis Aftermath                       | Himself                                 | Guest; Final appearance                                              |
| 2021       | Masters of the Universe: Revelation    | Mer-Man                                 | Voice, episode: "The Most Dangerous Man in Eternia"                  |
| 2022       | He-Man and the Masters of the Universe | Hordak                                  | Voice, episode: "The End of the Beginning (Part 2)"                  |

### Computerspil
| År   | Titel                                  | Stemmerolle                                | Noter                                   |
| ---- | -------------------------------------- | ------------------------------------------ | --------------------------------------- |
| 1994 | The Adventures of Batman & Robin       | Bruce Wayne / Batman                       | Sega CD version                         |
| 1999 | Crusaders of Might and Magic           | Drake                                      | [ 40 ]                                  |
| 2001 | Batman: Vengeance                      | Bruce Wayne / Batman                       | [ 2 ]                                   |
| 2001 | Jak and Daxter: The Precursor Legacy   | Fisherman                                  | [ 2 ]                                   |
| 2003 | Max Payne 2: The Fall of Max Payne     | Lord Jack, Cleaner, Commando               | [ 3 ]                                   |
| 2003 | Batman: Rise of Sin Tzu                | Bruce Wayne / Batman                       | [ 2 ]                                   |
| 2003 | Lords of EverQuest                     | Lord Palasa                                | [ 3 ]                                   |
| 2009 | Batman: Arkham Asylum                  | Bruce Wayne / Batman, Thomas Wayne         | [ 2 ]                                   |
| 2011 | DC Universe Online                     | Bruce Wayne / Batman                       | [ 2 ]                                   |
| 2011 | Batman: Arkham City                    | Bruce Wayne / Batman, Thomas Elliot / Hush | [ 41 ]                                  |
| 2011 | Batman: Arkham City Lockdown           | Bruce Wayne / Batman                       | [ 42 ]                                  |
| 2013 | Injustice: Gods Among Us               | Bruce Wayne / Batman                       | [ 43 ]                                  |
| 2015 | Infinite Crisis                        | Bruce Wayne / Batman                       | [ 44 ] [ 45 ]                           |
| 2015 | Batman: Arkham Knight                  | Bruce Wayne / Batman, Thomas Elliot / Hush | [ 46 ]                                  |
| 2016 | Batman: Arkham Underworld              | Bruce Wayne / Batman                       | [ 47 ]                                  |
| 2016 | View-Master Batman Animated VR         | Bruce Wayne / Batman                       | [ 2 ]                                   |
| 2016 | Batman: Arkham VR                      | Bruce Wayne / Batman, Thomas Wayne         | [ 2 ]                                   |
| 2017 | Injustice 2                            | Bruce Wayne / Batman                       | [ 2 ]                                   |
| 2018 | Lego DC Super-Villains                 | Bruce Wayne / Batman                       | [ 2 ]                                   |
| 2022 | MultiVersus                            | Bruce Wayne / Batman                       | [ 48 ]                                  |
| 2024 | Suicide Squad: Kill the Justice League | Bruce Wayne / Batman                       | Posthumous release; dedicated in memory |

### Internettet
| År  | Titel          | Rolle                | Noter             |
| --- | -------------- | -------------------- | ----------------- |
| TBA | Ollie & Scoops | The Creature (voice) | Posthum udgivelse |